# Florentius Cornelis Kist (1909-1995)
Florentius Cornelis Kist (Maastricht, 7 augustus 1909 - Den Haag, 11 december 1995) was een Nederlands jurist die diende als advocaat-generaal bij de Hoge Raad der Nederlanden.
Hij was een telg uit het geslacht Kist en werd geboren in Maastricht als zoon van de rechter Anne Willem Kist en diens echtgenoten Pieternella Johanna Visser. Hij studeerde rechten aan de Universiteit Leiden van 1927 tot 1930 en werd vervolgens ambtenaar bij het Openbaar Ministerie in Den Haag. Van 1934 tot 1937 werkte hij voor de crisistuchtrechtspraak en van 1937 tot 1939 als ambtenaar van het OM in zijn geboortestad Maastricht. In 1939 werd hij hoofdambtenaar voor de crisisrechtspraak en de tuchtrechtspraak. In 1951 werd hij benoemd tot advocaat-generaal bij het gerechtshof Den Haag. Van 1967 tot 1969 was hij waarnemend advocaat-generaal bij de Hoge Raad der Nederlanden en vanaf 11 november 1969 voltijds advocaat-generaal. Op 1 september 1979 werd hem ontslag verleend wegens het bereiken van de 70-jarige leeftijd.
Hij trouwde op 6 januari 1934 te Den Haag met Françoise Renée Boland. Hun kinderen waren diplomaat en cabaretier Floor Kist, hockeyer Ewald Kist en Françoise Kist (gehuwd met schrijver en uitgever Jan Geurt Gaarlandt). Hij overleed op 86-jarige leeftijd in Den Haag.